# Schlacht von Montaperti

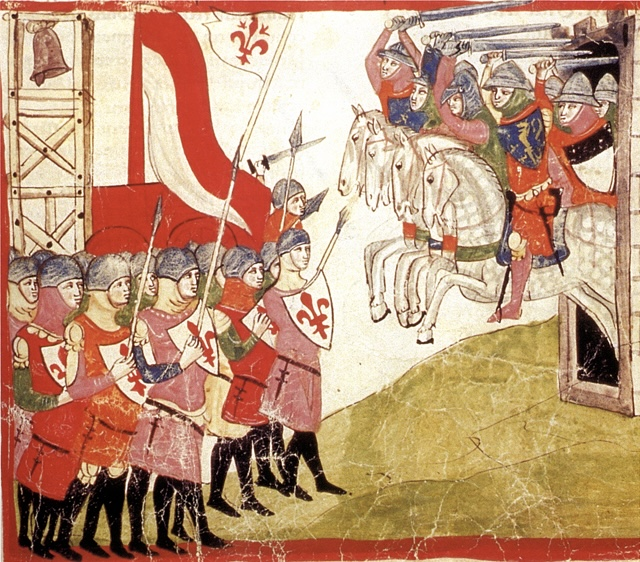
Darstellung der Schlacht von Pacino di Buonaguida (ca. 1280–1340)

Die Schlacht von Montaperti fand am 4. September 1260 beim namengebenden Ort in der Toskana statt, der heute einen Teil von Castelnuovo Berardenga darstellt, und der wenige Kilometer östlich von Siena liegt. Dabei standen sich guelfische Truppen unter Führung von Florenz und ghibellinische unter Führung von Siena gegenüber, womit sie Parteigänger der päpstlichen Mächte bzw. der des Reiches waren. Der Sieg der Ghibellinen brachte eine mehrjährige Dominanz der pro-kaiserlichen Gruppen in der Toskana hervor. Bei den beteiligten lokalen Mächten, allen voran Siena und Florenz, kamen Handelskonflikte hinzu. In Florenz wurde das pro-römische Regiment gestürzt, die Guelfen fanden in Lucca ein Refugium. Wenige Jahre später gewannen die Guelfen Karl von Anjou als Verbündeten, dem es gelang, die Staufer in zwei Schlachten 1266 und 1268 zu besiegen. Während das wieder guelfische Florenz danach zur Metropole der Toskana aufstieg, begann für Siena ein langsamer Niedergang.

## Vorgeschichte

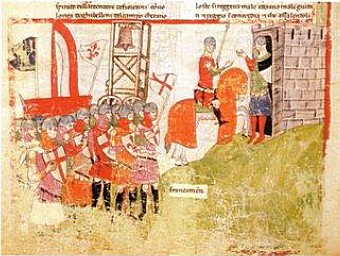
Darstellung der Schlacht von Folcieri da Cavoli

Die Städte Florenz und Siena standen seit dem Beginn des zweiten Jahrtausends in Rivalität, zunächst auf wirtschaftlicher Basis, später auf politischer. Der wirtschaftliche Konflikt drehte sich um die Via Francigena, der politische um die Zugehörigkeit der damals vorherrschenden politischen Lager, Ghibellinen und Guelfen. Dabei unterstützten die Seneser, mit dem Alliierten Manfred von Sizilien, einem der Söhne Friedrichs II. Giordano d’Agliano, ab 1251 die Florentiner Ghibellinen im innerstädtischen Machtkampf um Florenz. Nach dem Krieg 1255 zwischen Florenz und Siena wurde Siena in den Friedensverträgen vom 31. Juli jegliche Unterstützung der Ghibellinen aus Florenz, Montalcino und Montepulciano verboten. Hauptsächlicher Auslöser der erneuten Kriegshandlungen zwischen den beiden Städten war die Aufnahme ghibellinischer Flüchtlinge aus Florenz nach einer versuchten Machtübernahme 1258. Florenz ermutigte seinerseits Rebellionen in Grosseto, Montiano und Montemassi (heute Ortsteil von Roccastrada). Die ersten Kriegshandlungen begannen im selben Jahr in der Maremma, wo es den Florentinern gelang, Revolten gegen die senesischen Herrscher in Grosseto, Monteano und Montemassi anzustiften und die Orte zu übernehmen. Grosseto kehrte am 5. Februar 1260, enttäuscht von den Florentiner Versprechungen, freiwillig zurück, Monteano und Montemassi wurden ab März von den Soldaten des Stadtdrittels Terzo di Città unter Führung von Francesco Troghisio und mit Unterstützung der Soldaten aus Grosseto und einiger deutscher Söldner belagert. Unter diesem Druck schickte Florenz am 19. April Verstärkungstruppen los, die zwei Tage später in Colle di Val d’Elsa ankamen und dort zwei Tage verblieben. Danach wurde nach kurzer Belagerung Casole d’Elsa eingenommen. Hier befanden sie sich nun westlich von Siena, und statt, wie von Siena erwartet, weiter nach Süden Richtung Montemassi zu ziehen, entschieden sich die Heerführer, direkt nach Siena zu marschieren, wo sie am 17. Mai ankamen und in der Nähe des nördlichen Stadttores Porta Camollia ihr Lager aufschlugen und eine Belagerung der Stadt versuchten. Hier wurden sie am nächsten Tag von deutschen Söldnern und senesischen Truppen angegriffen. Am 20. Mai wurde das Vorhaben aufgegeben und die florentinischen Truppen traten den Rückzug an, wobei der Großteil nach Florenz zurückkehrte, ein kleiner Teil hingegen nun doch gen Süden zog und dort Montelaterone (Ortsteil von Arcidosso) einnahm. Um die durch die bei den Kämpfen an der Porta Camollia entstandenen Verluste, hauptsächlich bei den deutschen Söldnern, zu kompensieren und um Montelaterone zurückzuerobern, wurden beim Verbündeten Manfred von Sizilien weitere deutsche Söldner nachgefordert.

## Truppenstärken
Siena standen ca. 18.000 Personen der Infanterie und ca. 1800 der Kavallerie zur Verfügung. Diese Gesamtstärke von ca. 19.800 Soldaten setzte sich wie folgt zusammen: Siena (ca. 400 Kavalleristen und ca. 7600 Infanteristen), Grafschaft Siena (ca. 3000 Infanteristen), Pisa (ca. 300 Kavalleristen und ca. 2700 Infanteristen), Deutsche Söldner (ca. 800 Kavalleristen und ca. 2000 Infanteristen, die auf Initiative von Farinata degli Uberti zur Unterstützung aufgenommen wurden), Cortona (ca. 1300 Infanteristen), Herrschaftsbereich der Aldobrandeschi (ca. 100 Kavalleristen und ca. 1000 Infanteristen), geflüchtete Ghibellinen (ca. 200 Kavalleristen). Zudem wurde Siena von Manfred von Sizilien unterstützt.
Florenz standen ca. 33.000 Soldaten zur Verfügung, davon ca. 3000 der Kavallerie. Diese setzten sich aus den Truppen von Arezzo (ca. 2000 Soldaten), Campiglia (ca. 600), Florenz (ca. 5000), Lombardei (ca. 4600), Lucca (ca. 1800), Orvieto (ca. 2000), Pistoia (ca. 1600), Prato (ca. 1500), Pitigliano (ca. 1000), San Gimignano (ca. 1500), Colle di Val d’Elsa und dem Elsatal (ca. 5000), San Miniato (ca. 1400) und Volterra (ca. 2000 Soldaten) zusammen.

## Schlachtverlauf

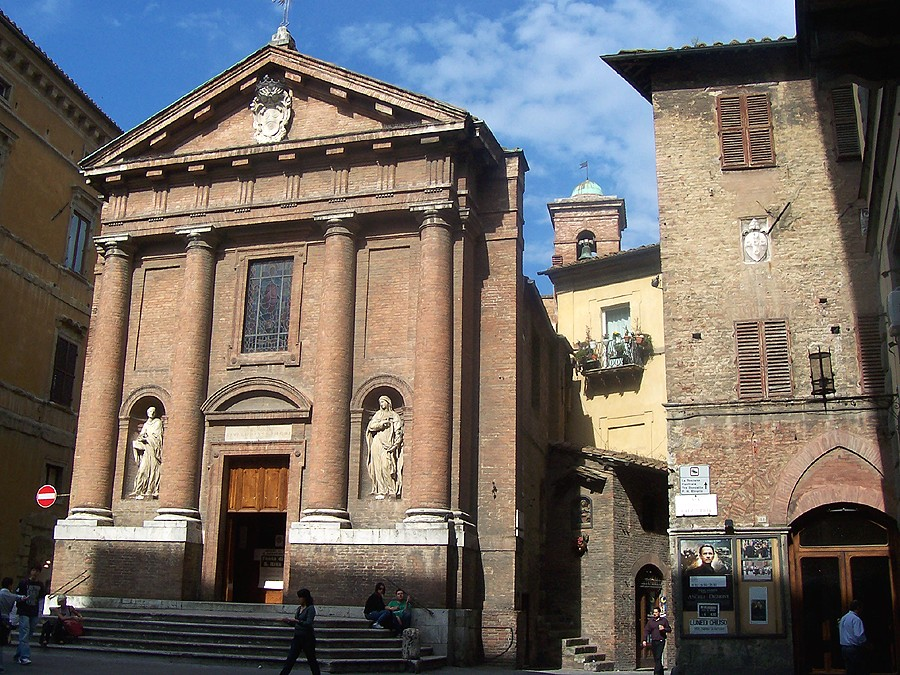
Die Kirche San Cristoforo an der Piazza Tolomei in Siena

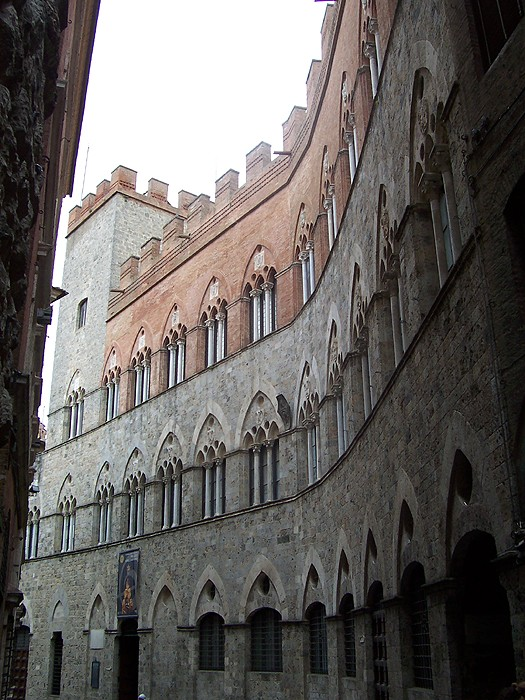
Der Palazzo Chigi-Saracini in der Via di Città

Auf Seiten von Florenz standen inzwischen Truppen aus Prato, Lucca, Orvieto, Perugia, San Gimignano, San Miniato, Volterra, Colle di Val d’Elsa und Bologna. Diese Armee hatte das Ziel, Montepulciano und Montalcino den Gegnern wieder zu entreißen. Bis zum Abend des 2. September lagerten die Truppen bei Asciano. Entgegen dem Rat des Tegghiaio Aldobrandi führten die Florentiner die Armee erneut vor die Tore von Siena. Dort lagerten sie seit der Nacht vom 2. auf den 3. September 1260 ca. ein Kilometer östlich von der Arbia entfernt und südlich von Montaperti zwischen den Flüssen Malena und Biena an der Via Scialenga (heute Teil der Europastraße 78 Grosseto-Fano SS 73 im Abschnitt Siena-Bettolle), die nach Asciano führt. Sie schickten am 2. September der Regierung von Siena, dem Consiglio dei Ventiquattro (Rat der Vierundzwanzig), ein Ultimatum, in dem sie die Aufgabe der Stadt und die Öffnung der Stadttore verlangten. Der Rat der Vierundzwanzig beriet die Forderung am selben Tag in der Kirche Chiesa di San Cristoforo an der Piazza Tolomei in Siena. Die Beratungen erhielten eine entscheidende Wendung gegen eine Aufgabe der Stadt, als Salimbene de’ Salimbeni aus dem nahegelegenen Palazzo Salimbeni sich im Rat erhob, um der Stadt 18.000 Fiorini zur sofortigen Bezahlung der deutschen Söldner anzubieten. Nach Annahme des Angebots des Salimbeni wurde das Ultimatum des Gegners abgelehnt.
Auf Seiten der Guelfen zählte man 30.000 Mann, auf der der Ghibellinen 20.000. Davon stellte Siena 8000, Pisa 3000, dazu kamen 2000 Mann von König Manfred. Hinzu kamen die Guelfen aus Florenz und Truppen aus Asciano, Terni, Santa Fiora sowie aus dem Raum des gerade zur Stadt erklärten Poggibonsi.
Am 3. September rückte die Seneser Armee unter Führung von Provenzano Salvani durch die heutige Porta Pispini (damals noch das wenige Jahre zuvor durch den neuen Stadtmauerring entstandene und Porta San Viene genannte Stadttor) aus und zog nach Poggio delle Ròpole (heute Taverne d’Arbia, Ortsteil von Siena), ganz in die Nähe des gegnerischen Heeres, das auf dem Poggio delle Cortine lagerte. Dabei versuchten die zahlenmäßig unterlegenen Senesen eine größere Stärke der Armee vorzutäuschen.
Am Morgen des 4. September begannen die Vorbereitungen für die Schlacht, die Senesen teilten ihr Heer in vier Abteilungen auf. Die erste Abteilung sollte die Guelfen im Rücken angreifen, während die zweite und dritte einen Frontalangriff vorbereiteten. Dies barg insofern ein hohes Risiko, da das Gelände geneigt war und sie gegen die Sonne kämpfen mussten. Die vierte Abteilung sollte den Kriegswagen (Carroccio) bewachen.
Die guelfische Partei lag gerade im Streit, als auf die vereinbarte Anrufung des Heiligen Georg hin die erste Abteilung mit dem Angriff begann. Der Graf von Arras attackierte die Florentiner, er selbst tötete den Florentiner Kommandanten Iacopino Rangoni da Modena. Die Senesen nutzten den Vorteil und konnten die Florentiner bis zum Abend in die Flucht schlagen. Folgt man den Quellen, so kamen 10.000 Mann ums Leben, 15.000 Guelfen fielen in Gefangenschaft. Allein 2500 Florentiner waren gefallen, 1500 in Gefangenschaft geraten, wohingegen Siena nur 600 Mann verlor, dazu kamen 400 Verwundete.
In Siena wurde die Schlacht vom Palazzo Chigi-Saracini in der Via di Città (damals Palazzo Marescotti, im 12. Jahrhundert entstanden, heute Sitz der Accademia Musicale Chigiana) beobachtet. Auf dem Turm des Palazzo, damals einer der höchsten Punkte der Stadt, soll den Dokumenten nach ein gewisser Cerreto Ceccolini gestanden und der Bevölkerung – gewissermaßen in einer wirklichen, nicht gespielten Mauerschau – den Schlachtverlauf erzählt haben.
Am 13. September mussten die Guelfen Florenz verlassen und nach Bologna und Lucca fliehen. Lucca wurde zur Hochburg der Guelfen in der Toskana. Am 27. September kehrten die Florentiner Ghibellinen in ihre Stadt zurück. Alle Bürger der Stadt mussten Manfred die Treue schwören. Die Wohntürme der Vertriebenen wurden niedergerissen, ähnlich wie es 1258 die Guelfen mit den Türmen der Ghibellinen getan hatten.
In Empoli versammelten sich die Gesandten Sienas und Pisas, die die Zerstörung von Florenz forderten, der sich der Florentiner Ghibelline Farinata degli Uberti jedoch erfolgreich widersetzte.
Papst Alexander IV. exkommunizierte am 18. November alle Unterstützer König Manfreds in der Toskana. Dies bot Schuldnern Sienas die Gelegenheit, ihren Verpflichtungen nicht nachzukommen.
Als am 25. Mai 1261 der Papst starb, schien der Sieg der Ghibellinen nicht mehr aufzuhalten zu sein, doch mit dem Eingreifen Karls von Anjou wendete sich das Blatt. Manfred kam 1266 in einer Schlacht ums Leben, sein Nachfolger Konradin 1268. In der Schlacht von Colle erlitten die Senesen schließlich 1269 eine schwere Niederlage. Dabei kam der Kommandant von Montaperti Provenzano Salvani ums Leben.

## Folgen
Während die Schlacht, trotz des überwältigenden Sieges gegen eine zahlenmäßig überlegene Streitmacht, die Niederlage der Ghibellinen in Süditalien nur wenige Jahre verzögern konnte, hielt sie doch die Expansion von Florenz nach Süden lange auf. Erst 1555 gelang es, Siena in Besitz zu nehmen.
Siena, das sich unter den Schutz der Hl. Maria gestellt hatte, und sie als eigentliche Stadtherrin betrachtete, entwickelte einen umfassenden Kult der Muttergottes. Als sich die Stadt vom Expansionsstreben des Königs Alfons I. von Neapel bedroht sah, wurde dieser Kult zu einem Staatskult, dem die Aufgabe zufiel, bei äußerer Bedrohung die inneren Konflikte zeitweilig zu überbrücken. So traute man der Madonnentafel im Dom nicht nur zu, den inneren Ausgleich herbeiführen zu können, sondern auch Feinde aufzuhalten und die Pest zu bremsen. Das Rathaus wurde mit einer Mantelmadonna ausgestattet, unter deren Mantel die Sienesen in der Not Schutz suchten.

## Rezeption

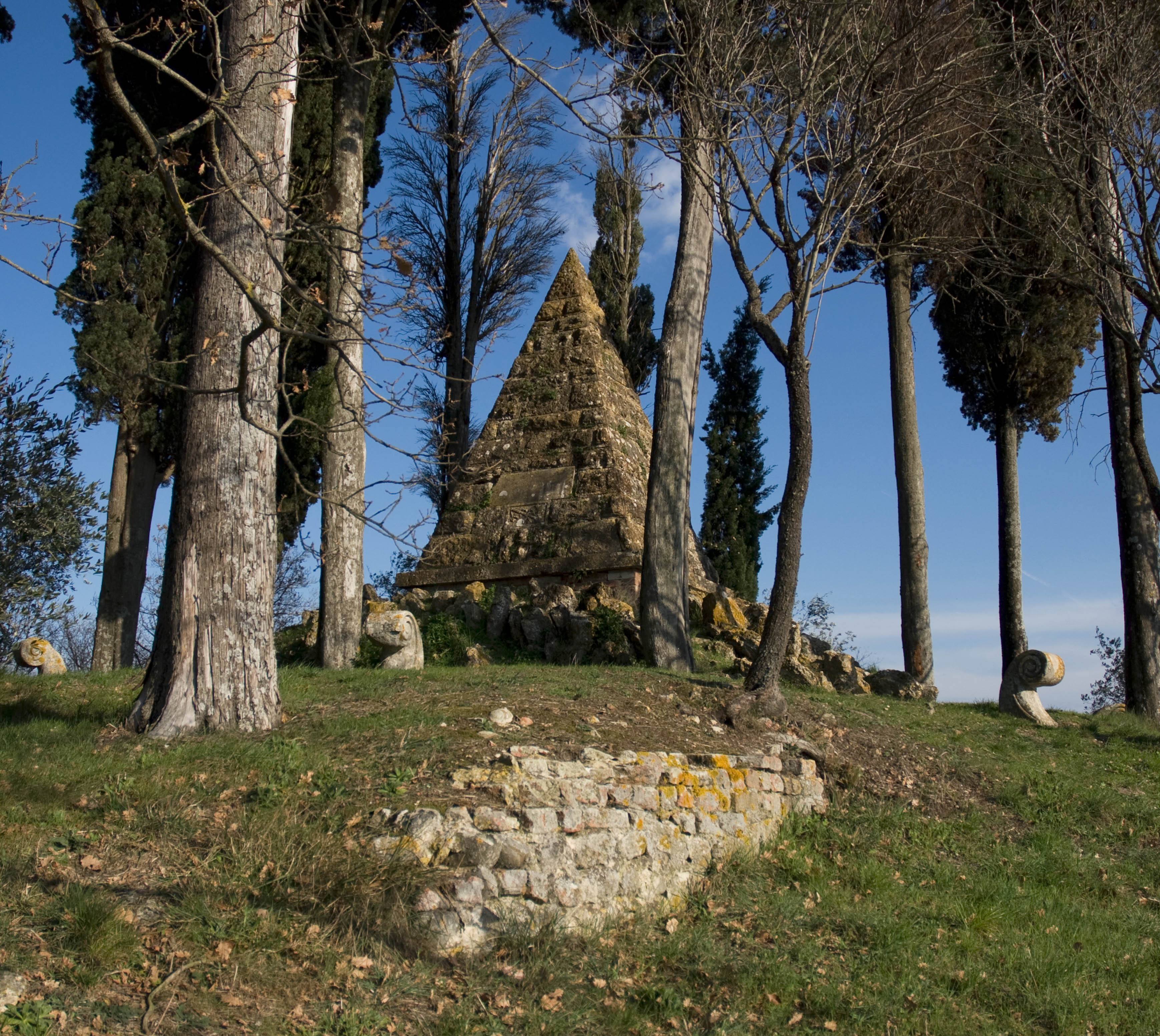
Die zur Erinnerung an die Schlacht errichtete Pyramide am namensgebenden Berg nahe dem Ort der Schlacht

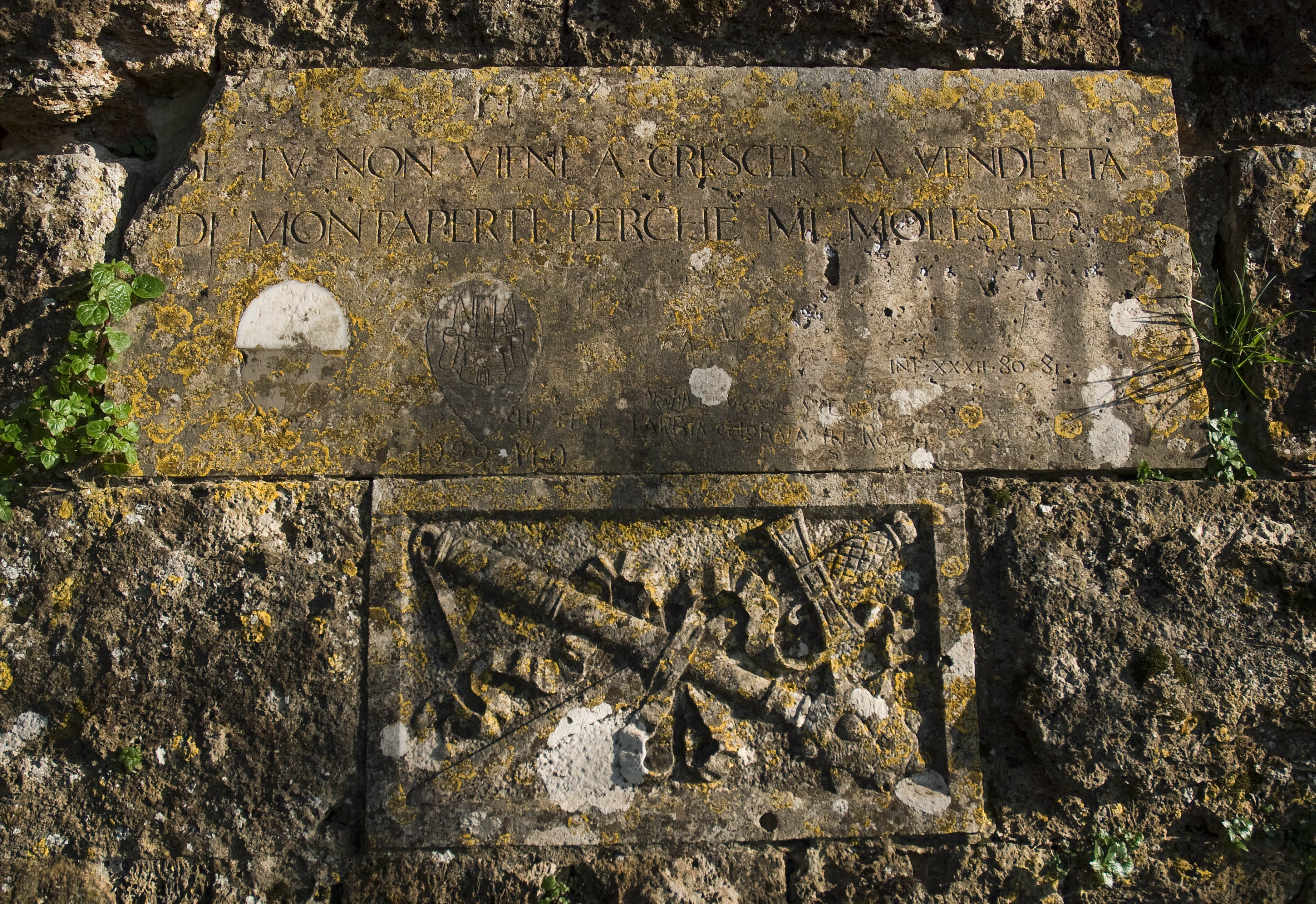
Gedenkstein an der Pyramide

Jedes Jahr am 4. September erinnert das Comitato Monteaperti Passato e Presente mit einem Fackelzug an Montaperti. Dabei zieht man von der Stadt zum Schlachtfeld, auf dem sich eine Pyramide befindet, die an die Schlacht erinnern soll. In der Woche davor findet eine Feier statt, die Festa Monteaperti Passato e Presente.
Der Maler Coppo di Marcovaldo nahm wahrscheinlich an der Schlacht auf Seiten der Guelfen teil und wurde von Siena gefangen genommen. Danach malte er mehrere Jahre in Siena (wie beispielsweise in der Basilica di San Clemente in Santa Maria dei Servi die Madonna del Bordone, 1261 entstanden, bekanntestes und einziges unterzeichnetes Werk des Künstlers) und orientierte sich an der sieneser Malweise.
Zum 750. Jahrestag der Schlacht wurde diese von zahlreichen Mittelaltergruppen neu aufgeführt.